# Representação proporcional

Países que usam voto proporcional, separados por subcategoria.

A representação proporcional ou voto proporcional é um sistema eleitoral de vencedor múltiplo no qual a proporção de cadeiras parlamentares ocupada por cada partido é diretamente determinada pela proporção de votos obtida por ele. O sistema de representação proporcional é um sistema eleitoral normalmente baseado em listas de partidos (embora, a rigor, existam sistemas proporcionais sem listas).
Esse sistema é adotado pela maioria dos países latino-americanos, europeus e outros.
A representação proporcional admite inúmeros métodos específicos de votação, que incluem a lista aberta (atualmente em uso no Brasil, Noruega e Argentina), a lista fechada (usada em Portugal, Romênia e em Israel, entre outros) e a lista mista (utilizada na Bélgica).
Na representação proporcional cada distrito elege múltiplos parlamentares e não apenas um representante, como ocorre no sistema eleitorais majoritários de maioria simples ou maioria absoluta (em dois turnos), conhecido vulgarmente como "voto distrital" e, em geral, os distritos são vastos, tendo por fito a obtenção de uma maior proporcionalidade.
A função eleitoral do voto proporcional apareceu na Europa no fim do século XIX para obter melhor representação dos partidos políticos, frente ao ascendente sufrágio universal. O voto proporcional veio a ser o sistema eleitoral mais largamente utilizado no mundo, especialmente na América do Sul e Europa, e é o sistema escolhido pela maioria das democracias nascentes atualmente.

## Tipos e Funcionamento
O sistema de representação proporcional por lista funciona de forma simples. No caso de lista fechada (e.g. Portugal, África do Sul, Romênia etc), o eleitor vota em uma lista de candidatos preparada pelo partido (em outras palavras, vota no partido), sem poder indicar sua preferência por um ou mais candidatos na lista. Ao final das votações, é preciso calcular o número de cadeiras que os partidos ocuparão no parlamento de acordo com algum quociente eleitoral. Se um partido hipotético A obtivesse três cadeiras no parlamento, essas três cadeiras seriam ocupadas de acordo com os candidatos preferidos do partido. Em sistemas de lista aberta (e.g. Brasil, Argentina, Bélgica, Noruega, Áustria etc), contudo, o eleitor pode indicar preferência por um candidato em particular ou votar na lista pronta do partido. Desta forma, o eleitor pode decidir quem dentre os candidatos do partido deverá assumir as cadeiras que o partido ocupar. Na prática, um candidato que tenha sido colocado “baixo” na lista do partido terá dificuldades em obter preferência, uma vez que os votos dados ao partido serão dispostos de acordo com a ordem partidária. Outro sistema de lista aberto é aquele no qual o eleitor pode escolher uma ordem de preferência de candidatos na lista ao votar (Finlândia). Neste caso, o eleitor terá poder de indicar candidatos individualmente dentro de um partido, do favorito ao menos desejado. O "panachage" é um sistema de voto em funcionamento na Suíça e em Luxemburgo, que permite que o eleitor indique preferência para candidatos em diferentes listas de partido. Esse é o sistema de lista mais flexível do mundo.
No sistema proporcional, é necessário calcular o número de candidatos que cada partido poderá eleger. Há um quociente partidário mínimo, que varia de acordo com o país; os partidos que receberem uma porcentagem dos votos inferior a esse quociente mínimo não recebem nenhuma vaga no parlamento. Por essa razão, os votos totais são calculados e são avaliados de acordo com o método do resto maior ou o método da maior média. No primeiro caso, utiliza-se um quociente eleitoral que pode ser o número total de votos dividido pelo número de cadeiras no parlamento (Hare) ou o número total de votos dividido pelo número de cadeiras no parlamento mais um, tudo isso somado a um (Droop). Esse quociente é subtraído do total de votos que cada partido recebeu, de forma que os partidos recebem uma cadeira para cada subtração possível num primeiro turno. Quando esse recurso se esgota, são entregues cadeiras restantes para os partidos com maiores totais de votos. No método da maior média, o cálculo é feito por meio de uma operação de divisão. O método D'Hondt é o mais popular, ele consiste na divisão do total de votos que cada partido recebeu pelos divisores 1, 2, 3 e assim por diante, de forma que os partidos com as maiores médias recebem as cadeiras. Esse método tende a ser menos proporcional que o método do resto maior, pois não representa tão bem os partidos menores.

## Origens
O sistema foi instituído em 1900, na Bélgica, com o objetivo de assegurar a representação da minoria. No Brasil é utilizado até hoje para a escolha de vereadores, deputados estaduais e deputados federais. Angola também usa do mesmo sistema.

## Vantagens
O sistema proporcional permite, em teoria, uma maior representação das minorias, e uma representação muito mais precisa das correntes minoritárias. Com o sistema proporcional, é virtualmente impossível a eleição de um partido que não encontra respaldo no eleitorado.

## Críticas
Seus opositores alegam que ele pode promover a ineficácia da ação governamental, pela diluição da responsabilidade frente a participação de várias correntes heterogêneas, dificultando uma orientação uniforme e integral.

## Países que adotam o sistema proporcional de representação
| País                                                                  | Tipo de Sistema                                                             | Ref |
| --------------------------------------------------------------------- | --------------------------------------------------------------------------- | --- |
| Portugal, África do Sul, Romênia, Israel etc                          | lista fechada.                                                              |     |
| Finlândia                                                             | indicação de preferência para candidatos dentro de uma lista de partido.    |     |
| Luxemburgo, Suíça                                                     | "panachage": indicação de preferência para candidatos em mais de uma lista. |     |
| Alemanha, Nova Zelândia                                               | correção da desproporcionalidade via voto de lista (voto distrital misto).  |     |
| Brasil, Noruega, Islândia, Suécia, Argentina, Dinamarca, Bélgica etc. | lista aberta.                                                               |     |
| Países Baixos                                                         | lista aberta e sem distritos (maiores índices de proporcionalidade).        |     |